# Château de Vieillevie
O Castelo de Vieillevie é um castelo na comuna de Vieillevie, na França. O castelo está situado no centro da vila em uma pequena colina rochosa. A edificação original data do século XI, com alterações nos séculos XV e XVI. É listado desde 1993 como um monumento histórico pelo Ministério da Cultura francês.